# Bitch Better Have My Money
"Bitch Better Have My Money" ("B**** Better Have My Money" na versão censurada) é uma canção da cantora barbadense Rihanna. Foi composta pela própria, em conjunto com Jamille Pierre, Badrilla Bourelly e Jacques Webster, com a produção de Deputy, Kanye West, Travis Scott e WondaGurl. O seu lançamento ocorreu a 26 de março de 2015 em formato digital, através da Westbury Road Entertainment e Roc Nation.

## Antecedentes e lançamento
No início de janeiro de 2015, o cantor e produtor norte-americano Ty Dolla Sign deu uma entrevista à revista Billboard e confirmou que estava a trabalhar com West e Rihanna. A 25 de março de 2015, a cantora colocou a capa de arte para o single na sua conta oficial no Instagram com a seguinte legenda: "rihannaNOW.com #R8 #BBHMM #March26". A música acabou por estrear nas rádios no dia seguinte, e consequentemente, lançada em formato digital na iTunes Store com versão explícita e censurada.

## Estilo musical
"Bitch Better Have My Money" é uma canção de trap, com uma duração de três minutos e trinta e nove segundos.

## Faixas e formatos
| Descarga digital (versão explícita) |                              |         |  |
| N.º                                 | Título                       | Duração |  |
| 1.                                  | "Bitch Better Have My Money" | 3:39    |  |

| Descarga digital (versão censurada) |                              |         |  |
| N.º                                 | Título                       | Duração |  |
| 1.                                  | "B**** Better Have My Money" | 3:39    |  |

## Desempenho nas tabelas musicais

### Posições
| Tabela musical (2015)              | Melhor posição |
| ---------------------------------- | -------------- |
| Escócia - Scottish Singles Chart   | 18             |
| Estados Unidos - Billboard Hot 100 | 15             |
| Reino Unido - UK Singles Chart     | 29             |
| Reino Unido - UK R&B Singles Chart | 6              |

## Histórico de lançamento
| País        | Data                | Formato          | Editora discográfica      |
| ----------- | ------------------- | ---------------- | ------------------------- |
| Alemanha    | 26 de Março de 2015 | Descarga digital | Westbury Road, Roc Nation |
| Austrália   | 26 de Março de 2015 | Descarga digital | Westbury Road, Roc Nation |
| Brasil      | 26 de Março de 2015 | Descarga digital | Westbury Road, Roc Nation |
| França      | 26 de Março de 2015 | Descarga digital | Westbury Road, Roc Nation |
| Portugal    | 26 de Março de 2015 | Descarga digital | Westbury Road, Roc Nation |
| Reino Unido | 26 de Março de 2015 | Descarga digital | Westbury Road, Roc Nation |